# Saint-Pancrasse
Saint-Pancrasse is een plaats en voormalige gemeente in het Franse departement Isère in de regio Auvergne-Rhône-Alpes en telt 408 inwoners (1999). De plaats maakt deel uit van het arrondissement Grenoble.

## Geschiedenis
Saint-Pancrasse is op 1 januari 2019 gefuseerd met de gemeenten Saint-Bernard en Saint-Hilaire tot de gemeente Plateau-des-Petites-Roches.  

## Geografie

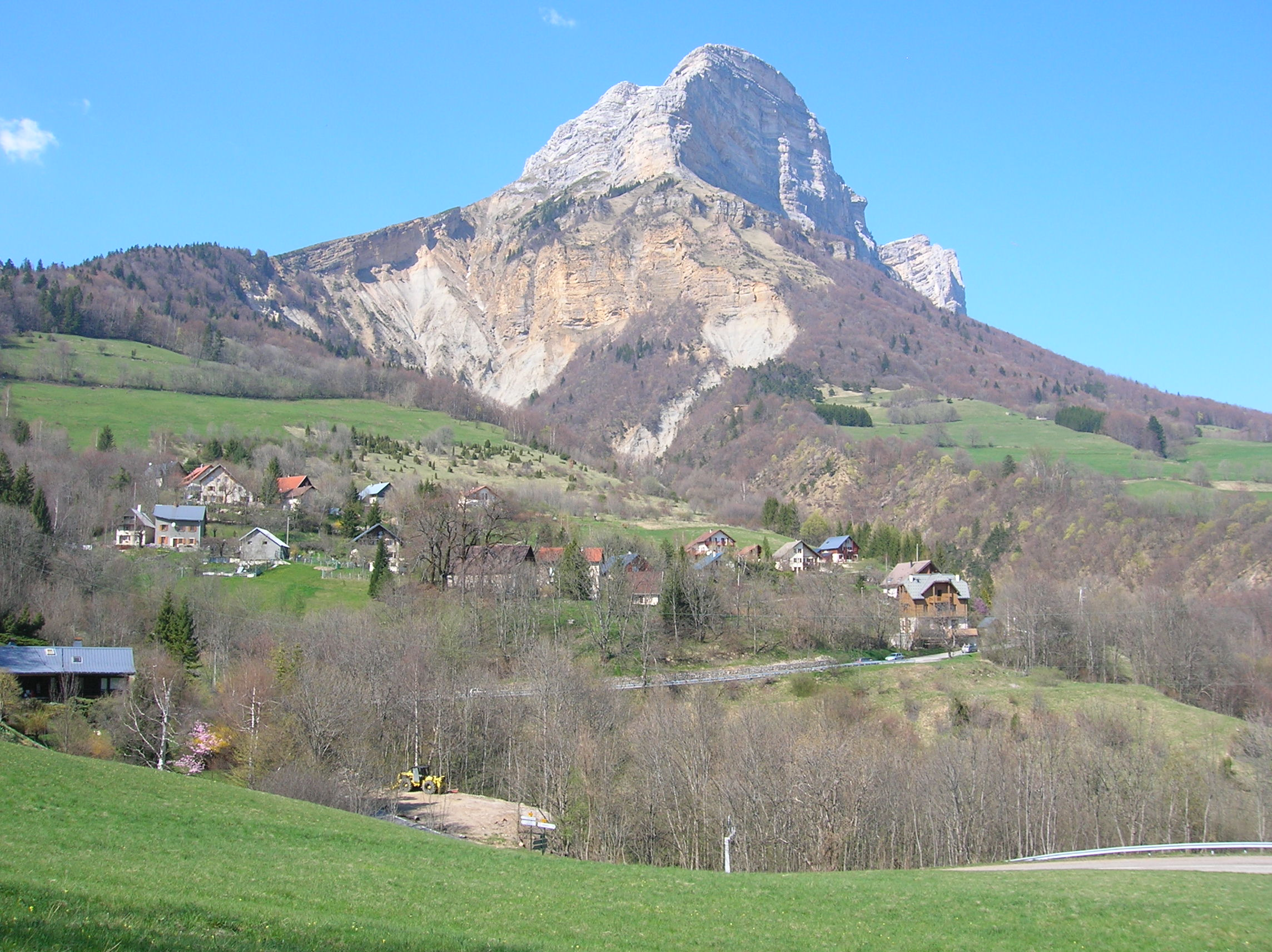
De Dent de Crolles gezien van Saint-Pancrasse

De oppervlakte van Saint-Pancrasse bedraagt 6,7 km², de bevolkingsdichtheid is 60,9 inwoners per km². De plaats ligt op het Plateau des Petites-Roches, een plateau bij de oostflank van de Chartreuse, een bergmassief in de Franse Voor-Alpen.
De onderstaande kaart toont de ligging van Saint-Pancrasse met de belangrijkste infrastructuur en aangrenzende gemeenten.

## Demografie
Onderstaande figuur toont het verloop van het inwonertal.